# Simon Jentzsch
Simon Jentzsch (ur. 4 maja 1976 w Düsseldorfie) – niemiecki piłkarz, grający na pozycji bramkarza.
13 maja 2013 ogłosił zakończenie kariery z końcem sezonu.